# Ulrich Wegener
Ulrich Klaus Wegener (* 22. August 1929 in Jüterbog; † 28. Dezember 2017 in Schweifeld, Gemeinde Windhagen) war ein deutscher Polizeioffizier des Bundesgrenzschutzes (Brigadegeneral, Amtsbezeichnung: Kommandeur im Bundesgrenzschutz, Grenzschutzkommando West). Er war Gründer und erster Kommandeur der Grenzschutzgruppe 9 (GSG 9), der Antiterrorismuseinheit des BGS (heute: GSG 9 der Bundespolizei).

## Leben
Als 15-Jähriger wurde Ulrich Wegener im Jahre 1944 Soldat bei der Luftwaffe und wurde bei der Schlacht um Berlin, der letzten großen Schlacht des Zweiten Weltkrieges in Europa, eingesetzt. Nach dem Krieg war er kurzzeitig in amerikanischer Kriegsgefangenschaft. Er verteilte Anfang der 1950er Jahre im Raum Berlin Flugblätter gegen die DDR-Regierung, wurde daraufhin verhaftet und nach über einem Jahr aus dem Gefängnis der DDR-Staatssicherheit entlassen. Er flüchtete 1952 zunächst nach West-Berlin und machte in der Bundesrepublik Deutschland Aufnahmeprüfungen sowohl für die Offizierslaufbahn bei der Bundeswehr als auch der Bereitschaftspolizei.
Seine Polizeilaufbahn begann 1952 bei der Bereitschaftspolizei des Landes Baden-Württemberg als Polizeiwachtmeister auf Probe. Aufgrund mangelnder Aufstiegschancen bewarb sich Wegener parallel für die Offizierslaufbahn bei der Bundeswehr und dem Bundesgrenzschutz (BGS). Er entschied sich nach bestandenen Aufnahmeprüfungen für den BGS, in den er 1958 eintrat. Nach dem Besuch der Offizierschule in Lübeck erhielt er 1959 die Beförderung zum Leutnant im BGS. Später war er Hundertschaftsführer der 15./GSG 2 (15. Hundertschaft der Grenzschutzgruppe 2) in Coburg (Bayern), danach diente er bei der NATO und später als Verbindungsoffizier des BGS beim Bundesminister des Innern, bevor er ab dem 26. September 1972 vom damaligen Bundesinnenminister Hans-Dietrich Genscher (FDP) als Kommandeur mit der Aufstellung der Grenzschutzgruppe 9 betraut wurde. 1979 gab er das Kommando über die Einheit ab und wurde zum Kommandeur des Grenzschutzkommandos West (Kommandeur im BGS) ernannt.
Ausschlaggebend für die rasche Gründung der GSG 9 war das Versagen der regulären Polizeieinheiten vor der bisher in Deutschland unbekannten Bedrohungssituation durch arabische Terroristen während der Geiselnahme bei den Olympischen Spielen 1972 in München. Auch die Anwesenheit einiger Hundertschaften des BGS hatte an dem katastrophalen Ende der Entführungen nichts ändern können.
Wegener galt als einer der weltweit führenden Experten zur Terrorismusbekämpfung und war Berater beim Aufbau zahlreicher Sondereinheiten anderer Länder, so u. a. nach seiner Pensionierung in Saudi-Arabien. Er lebte ab den 1980er Jahren in Windhagen im Westerwald, hielt Vorträge und wurde Mitglied der CDU. Zudem war er Mitglied des Sicherheitsbeirates der Kötter Unternehmensgruppe.
Ulrich Wegener war verwitwet und Vater von zwei Töchtern. Seine Tochter Simone Stewens ist Fernsehjournalistin und war Leiterin der Internationalen Filmschule Köln. Er starb 2017 im Alter von 88 Jahren und fand seine letzte Ruhestätte auf dem Friedhof Windhagen.
Einsätze mit der GSG 9
Als Polizeidirektor im BGS und Kommandeur der Einheit leitete Wegener in der Nacht vom 17. auf den 18. Oktober 1977 den Einsatz der GSG 9 auf dem Flughafen von Mogadischu zur Befreiung der von palästinensischen Terroristen entführten Lufthansa-Maschine „Landshut“. Nach eigenen Aussagen in einem Interview, das von der ARD gesendet wurde, war Wegener beim Sturm auf die „Landshut“ in führender Position beteiligt und hat dabei wenigstens einen Terroristen selbst (offenbar den Libanesen Wabil Harb alias Riza Abbasi) und die Terroristin Hind Alameh alias Shanaz Gholoun mit erschossen. Jedoch führt Gabriela Sperl aus, dass „vor Ort, beim Nachstellen der Szene, [...] Wegeners ehemaliger Adjutant seinen Chef darauf hin[wies], dass er doch gar nicht in der Maschine gewesen sei, sondern die Aktion vom Boden aus geleitet habe. So verschieben sich oft die Abläufe über die Jahrzehnte in der Erinnerung.“ Deckname der Aktion war Operation Feuerzauber. Wegener erhielt für die erfolgreiche Beendigung das Große Verdienstkreuz des Verdienstordens der Bundesrepublik Deutschland.
Nach eigenen Angaben war Wegener, im Rahmen der Aufstellung der GSG 9, an der Operation Entebbe israelischer Kräfte 1976 in Uganda beteiligt. In einem Interview sagte er dazu im November 2000: „Ich darf einiges noch nicht sagen, weil es noch nicht freigegeben ist. Ich kann nur so viel sagen: Ich war im Interesse der Deutschen und Israelis in Entebbe, aber schon, bevor der israelische Schlag durchgeführt wurde. Wir haben versucht, Informationen zu sammeln über den Gegner, die Terroristen wie auch über die möglichen Unterstützer, die in Uganda vorhanden waren. Wir waren sehr erfolgreich und konnten sehr viele Informationen sammeln.“
2006 veröffentlichte er zusammen mit Wilhelm Walther, einem ehemaligen Oberstleutnant der Wehrmacht, und Reinhard Günzel das Buch Geheime Krieger: Drei deutsche Kommandoverbände im Bild: KSK, Brandenburger, GSG 9.

## Publikationen
- „Esprit de Corps!“. Die Grenzschutzgruppe 9 (GSG 9). In: Reinhard Günzel u. a.: Geheime Krieger: Drei deutsche Kommandoverbände im Bild. Pour le Mérite Verlag, Selent 2006, ISBN 3-932381-29-7, S. 87–125.[17]
- Ulrike Zander, Harald Biermann (Hrsg.): GSG 9 – Stärker als der Terror. Lit Verlag, Münster 2017, ISBN 978-3-643-13762-3.[18]

## Ehrungen
- Oktober 1977: Großes Bundesverdienstkreuz für den Einsatz zur Beendigung der Entführung des Flugzeugs „Landshut“
- 1978: Goldener Teller der Academy of Achievement (USA)[19][20]
- 2018 wurde die Widmung des Ulrich-Wegener-Weges in seinem früheren Wohnort Troisdorf beschlossen.[21]
- August 2020: In Windhagen wurde eine Straße nach ihm benannt.[22]